# Морозов Микола Вікторович
Микола Вікторович Морозов (нар. 31 грудня 1984, Запоріжжя, УРСР) — польський футзаліст українського походження, польовий гравець. У 2018 році змінив громадянство на польське.

## Життєпис
Вихованець клубу «Зірка» (Запоріжжя), кольори якого захищав кольори в юнацьких чемпіонатах України (ДЮФЛУ). У 2004 році розпочав кар'єру в фарм-клубі ЗДУ (Запоріжжя), а в 2005 році дебютував у головній команді ДСС (Запоріжжя). У сезонах 2007/08 та 2008/09 років захищав кольори житомирського «Контингента». У серпні 2009 року прийняв запрошення польського клубу «Марвіт» (Торунь). Напередодні початку сезону 2018/19 року приєднався до клубу футзальної Екстракляси «Оржел» (Єльч-Лясковіце).

## Досягнення

### Як гравця
«Марвіт»/ФК «Торунь»
- Перша ліга Польщі
  -  Чемпіон (1): 2010/11, 2014/15 (група 1)

- Екстракляса
  -  Бронзовий призер (2): 2016/17, 2017/18